# San Quintín
San Quintín er en by i den mexicanske delstat Baja California. Byen befinder sig i kommunen Ensenada, omtrent 190 kilometer syd for Ensenada. Folketællinger fra 2005 viser et indbyggertal på 5.021 for San Quintín.

30°33′23″N 115°56′21″V / 30.5564°N 115.9392°V